# Proschaliphora albida
Proschaliphora albida là một loài bướm đêm thuộc phân họ Arctiinae, họ Erebidae.